# Peter Limbourg (Diplomat)
Peter Limbourg (* 18. April 1915 in Kevelaer; † 28. Dezember 2015 ebenda) war ein deutscher Diplomat.

## Leben
Peter Limbourg studierte Rechts- und Staatswissenschaften an der Rheinischen Friedrich-Wilhelms-Universität Bonn, wo er 1934 Mitglied der katholischen Studentenverbindung K.D.St.V. Ripuaria Bonn im CV wurde. Kurz nach seinem ersten juristischen Staatsexamen wurde er 1939 zum Kriegsdienst eingezogen und konnte erst nach Entlassung aus der Kriegsgefangenschaft seine weitere Ausbildung leisten. 1949 absolvierte er sein zweites juristisches Staatsexamen. 1950 trat er in den Staatsdienst ein und war in der Dienststelle für Auswärtige Angelegenheiten des Bundeskanzleramtes tätig. Von 1952 bis 1955 war er Legationsrat in der Botschaft Paris, ab 1955 im Auswärtigen Amt in Bonn tätig. 
Er begleitete 1955 als Beamter des Auswärtigen Amtes und persönlicher Referent von Außenminister Heinrich von Brentano die Reise von Konrad Adenauer nach Moskau und war involviert in die so genannte Heimkehr der Zehntausend, die Freilassung der letzten deutschen Kriegsgefangenen aus dem Zweiten Weltkrieg, welche sich noch als von der Sowjetunion als Kriegsverbrecher verurteilt in sowjetischer Gefangenschaft befanden. 1955 wurde er zum Legationsrat Erster Klasse und 1958 zum Vortragenden Legationsrat Erster Klasse ernannt. Ab 1961 war er Botschaftsrat Erster Klasse in der Deutschen Botschaft beim Heiligen Stuhl, 1965 wechselte er als Gesandter und ständiger Vertreter des Botschafters an die Deutsche Botschaft in Paris. 
1969 wurde er in Nachfolge von Oskar Schlitter Botschafter in Athen. Auf Verlangen der griechischen Regierung wurde Limbourg 1972 von diesem Posten abberufen. Grund hierfür war seine Rolle bei der Ausreise des oppositionellen Politikers Georgios Mangakis nach Deutschland. Mangakis, der wegen angeblicher Mitgliedschaft in einer terroristischen Vereinigung zu einer Gefängnisstrafe verurteilt wurde und kurz vor seiner Ausreise aus medizinischen Gründen einen Hafturlaub angetreten hatte, wurde an Bord eines Bundeswehrflugzeugs aus Griechenland ausgeflogen. Die griechische Regierung behauptete, hierfür keine Genehmigung erteilt zu haben. Von 1973 bis zu seinem Eintritt in den Ruhestand 1980 war er Deutscher Botschafter in Brüssel.
Er ist der Vater des Journalisten Peter Limbourg.

## Ehrungen
- 1969: Verdienstkreuz 1. Klasse des Verdienstordens der Bundesrepublik Deutschland
- 1975: Großes Verdienstkreuz des Verdienstordens der Bundesrepublik Deutschland
- Großkreuz des Phönix-Ordens (Griechenland)
- Großkreuz des Leopoldsordens (Belgien)
- 1956: Kommandeurkreuz des Falkenordens (Island)
- 1959: Komtukreuz des Christusordens (Portugal)